# Explosão Black Tom

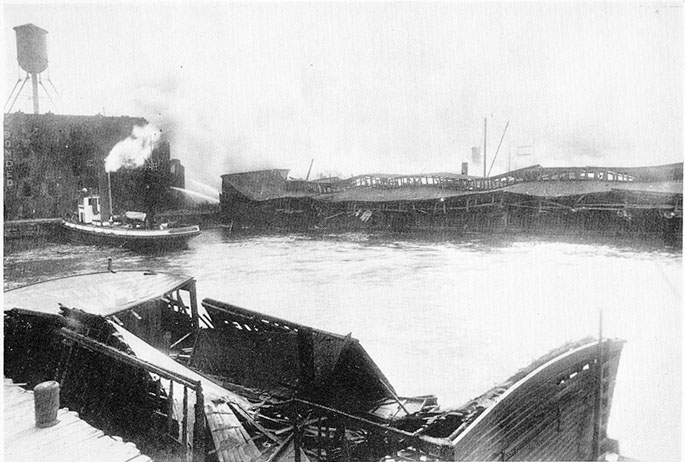
Pier de Black Tom pouco tempo depois da explosão

A explosão Black Tom, ocorrida em 30 de Julho de 1916 em Jersey City, Nova Jersey, foi um ato de sabotagem nos suprimentos de munição estadunidenses por agentes alemães com o intuito de prevenir que o material fosse usado pelos Aliados da Primeira Guerra Mundial.
Após a meia-noite, uma série de pequenos incêndios apareceram no pier do depósito de munições de Black Tom, em Nova Jersey. Alguns guardas fugiram temendo uma explosão enquanto outros tentaram combater o fogo. Eventualmente o Corpo de Bombeiros da cidade foi chamado. Às 2h08 da manhã ocorreu uma grande explosão, equivalente a um terremoto de 5 a 5,5 graus na Escala de Richter. Janelas num raio de 40 km quebraram, e estilhaços chegaram a atingir a Estátua da Liberdade, danificando-a. Este evento fez com que a tocha não fosse mais visitada.